# 유시안
유시안(1985년 2월 20일 ~ )은 대한민국의 레이싱모델이다. 대한민국의 종합격투기 단체 로드 FC의 라운드 걸로 활동한 경력이 있다.

## 모델 경력

### 에이빙 모델
- 2007 서울모터쇼[1]
- 2009 서울모터쇼[2]
- 2009 서울오토살롱 with 모터스포츠 포즈[3]

### 라운드 걸
- 2014년 Road FC 015